# Red Bull RB4
La Red Bull RB4 è una vettura di Formula 1 disegnata da Adrian Newey e Geoff Willis per il team anglo-austriaco, per competere nel campionato 2008; la monoposto è guidata da David Coulthard e Mark Webber. La RB4 è la seconda Red Bull disegnata da Adrian Newey, con l'aiuto di Geoff Willis che arriva dal team Honda. La vettura è spinta da un motore Renault R27-2008: è per il secondo anno consecutivo che la casa francese motorizza la vettura austriaca.

## Presentazione e Test
La vettura è stata presentata al Circuito di Jerez il 16 gennaio 2008, nello stesso giorno in cui la vettura è stata provata per la prima volta da David Coulthard. Mark Webber fa il suo primo test sulla RB4 presso il Circuito di Valencia il 24 gennaio 2008, che l'ha descritta come "incoraggiante" e come "un grande passo avanti".

## Specifiche tecniche
Come gli altri team la Red Bull monta sulla sua RB4 la nuova centralina elettronica prodotta dalla McLaren Electronic Systems, questo al fine di prevenire l'utilizzo del controllo della trazione e del freno motore.
Nei test del 1º febbraio 2008 la RB4 presenta una nuova rivoluzionaria ala sul cofano del motore. Webber porta all'esordio in Australia la RB4 con la "pinna"  mentre Coulthard utilizza una versione più tradizionale.

## Carriera agonistica

### Stagione
Il miglior risultato è il terzo posto di David Coulthard nel Gran Premio del Canada, mentre il miglior risultato in prova è la prima fila di Webber nel Gran Premio di Gran Bretagna.
La vettura va spesso a punti ma nella classifica mondiale si vede superata dalla vettura del team satellite Toro Rosso, che conquista la vittoria a Monza.

## Risultati in Formula 1
| Anno | Team            | Motore     | Gomme | Piloti    |     |   |    |    |   |     |    |   |     |     |    |    |    |    |     |     |    |     | Punti | Pos. |
| ---- | --------------- | ---------- | ----- | --------- | --- | - | -- | -- | - | --- | -- | - | --- | --- | -- | -- | -- | -- | --- | --- | -- | --- | ----- | ---- |
| 2008 | Red Bull Racing | Renault V8 | B     | Coulthard | Rit | 9 | 18 | 12 | 9 | Rit | 3  | 9 | Rit | 13  | 11 | 17 | 11 | 16 | 7   | Rit | 10 | Rit | 29    | 7º   |
| 2008 | Red Bull Racing | Renault V8 | B     | Webber    | Rit | 7 | 7  | 5  | 7 | 4   | 12 | 6 | 10  | Rit | 9  | 12 | 8  | 8  | Rit | 8   | 14 | 9   | 29    | 7º   |

| Legenda | 1º posto     | 2º posto | 3º posto    | A punti         | Senza punti/Non class.  | Grassetto – Pole position Corsivo – Giro più veloce |
| Legenda | Squalificato | Ritirato | Non partito | Non qualificato | Solo prove/Terzo pilota | Grassetto – Pole position Corsivo – Giro più veloce |